# Guillaume le Clerc

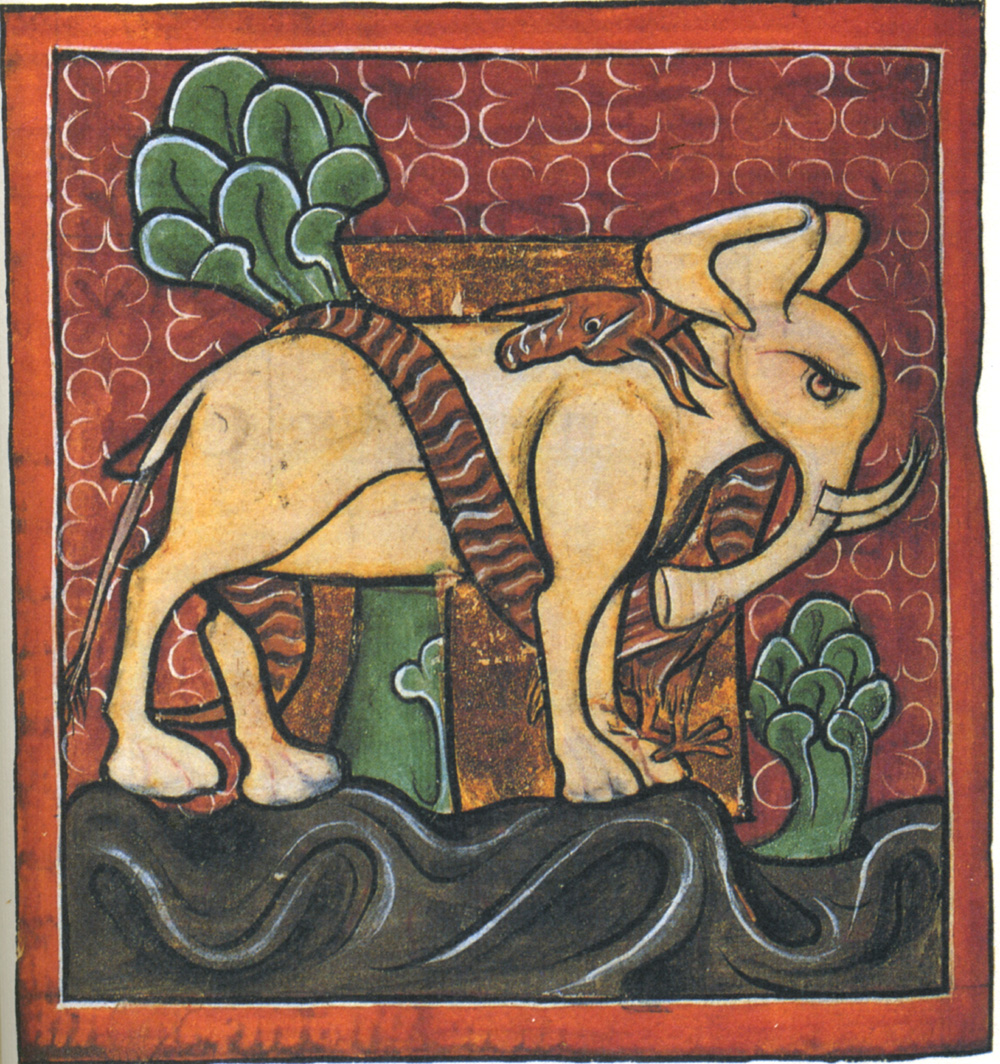
Afbeelding van een olifant uit het bestiarium Oxford Bodley 764

Guillaume le Clerc was de auteur van een populair bestiarium uit het begin van de 13e eeuw. Er zijn twee Guillaume le Clercs; eentje die waarschijnlijk afkomstig was uit de Zuidelijke Nederlanden en die de Roman de Fergus schreef en een andere die zich Guillaume le Clerc van Normandië noemde, de auteur van het bestiarium.

## Biografie
We weten bijzonder weinig over het leven van Guillaume le Clerc. Het enige wat over hem kan gezegd worden is wat hij zelf schreef in zijn werk. Hij noemde zichzelf een klerk wat in die tijd een degelijke opleiding veronderstelde. Hij schrijft ook dat hij van Normandië was, zonder te preciseren van waar. Hij heeft volgens een notitie in het boek mogelijk een poos in de buurt van Kenilworth in Warwickshire in Engeland gewoond, maar hij schreef alleszins in het Normandische Frans en niet in de Anglo-Normandische versie ervan.

## Bestiaire divin
Zijn “Bestiaire divin” werd geschreven rond 1210 of 1211. Deze datum wordt afgeleid van de commentaar in de tekst die zegt dat het boek geschreven werd twee jaar nadat over Engeland het interdict werd uitgesproken. Dit gebeurde op 23 maart 1208 door paus Innocentius III.
Zijn bestiarium telt 3426 à 4174 verzen (volgens de overgebleven exemplaren) en is daarmee het meest uitgebreide van de Franse bestiaria. Guillaume zegt zelf dat hij het werk schreef om zijn lezers te laten profiteren van de lessen in moraal die bij de beschrijving van de dieren worden gegeven. Het handschrift moet zeer populair geweest zijn want er zijn niet minder dan 27 manuscripten van bewaard gebleven die dateren van de dertiende tot de vijftiende eeuw. Zijn tekst zou gebaseerd zijn op een Latijns bestiarium gekend als “B-Is”, dat op zijn beurt een compilatie is van de B-versie van de Physiologus en van materiaal uit de Etymologiae van Isidorus van Sevilla. De tekst van le Clerc sluit nauw aan bij deze versie. Het manuscript Royal 2C.xii in de British Library uit de vroege dertiende eeuw zou een exemplaar van de tekst kunnen zijn waarop le Clerc zich gebaseerd heeft.

## Werken
Naast zijn Bestiaire Divin schreef Guillaume le Clerc nog de volgende werken:
- Le besant de Dieu
- Les treis moz
- La vie de sainte Marie-Madeleine
- Les joies de Nostre Dame
- La vie de Tobie